# 케추아쇠주머니쥐
케추아쇠주머니쥐 또는 마크로타르수스주머니쥐(학명: Marmosa macrotarsus)는 주머니쥐과에 속하는 남아메리카 유대류의 일종이다. 페루 안데스산맥동부 경사면 산지 숲의 해발 고도 300m와 2700m 사이에서 서식하는 것으로 알려져 있다. 오코밤바 계곡의 모식 산지는 쿠스코 주의 남부 지역에 있는 반면에, 산마르틴주 모요밤바 인근 지역의 모식 산지는 북부 지역이다. 정확한 분포 지역은 좀더 확장될 수 있으며, 볼리비아까지 분포하는 것으로 추정하고 있다. 북부 지역은 서식지 감소로 멸종 위협을 받지만, 남부 지역은 아직 심각한 상태는 아니다.